# 페테르스관코박쥐
페테르스관코박쥐(Harpiola grisea)는 애기박쥐과에 속하는 박쥐의 일종이다. 남아시아에서 발견된다. 먹이를 먹을 때 이용하는 관 형태의 콧구멍(통용명의 유래)을 갖고 있다. 털 색은 흰색-노랑이 섞인 갈색을 띠며, 목 주변에 오렌지색 점이 있다. 몸길이는 3.4~6cm이고, 둥근 머리와 큰 눈 그리고 부드러운 털을 갖고 있다. 인도(미조람 주)의 토착종이다.